# Дом А. И. Фролова
Дом А. И. Фролова (Усадьба князя Грузинского — Толстой) — памятник архитектуры в историческом центре Нижнего Новгорода. Построен предположительно в 1800-х годах. Перестроен в 1903 году. Автор первоначального проекта неизвестен. Автор перестройки 1903 года — архитектор Н. Д. Григорьев.

## История
Современная улица Грузинская в Нижнем Новгороде получила именование благодаря когда-то расположенной на ней усадьбе князя Г. А. Грузинского — потомка грузинских царей, одного из влиятельнейших помещиков Нижегородской губернии, владельца села Лыскова.
История усадьбы князя прослеживается с начала XIX века. Тогда, на окраине города, возникло крупное домовладение, принадлежавшее отставному генерал-майору Евдокиму Фёдоровичу Купреянову. Предположительно, он стал первым застройщиком пустопорожнего владения в самом конце улицы Алексеевской. Точное время возникновения усадьбы не установлено, датируется примерно 1800-и годами. В окладной книге за 1811 год Е. Ф. Купреянов уже значился владельцем дома. Сама усадьба была необычной, так как занимала огромную территорию почти в два квартала.
8 марта 1815 года Купреянов завещал всё своё имущество супруге Авдотье Васильевне, урождённой Чемесовой. 22 сентября 1816 года А. В. Купреянова продала князю Георгию Александровичу Грузинскому деревянный на каменном фундаменте дом с прилегающими строениями, землёй и садом (за исключением расположенной в глубине участка деревянной бани). Современный дом № 20 по улице Алексеевской, исторически являлся флигелем усадьбы и не установлено, входил ли он в число прилегающих к главному дому строений или был построен позже.
Впервые достоверно дом-флигель был зафиксирован на фиксационном плане Нижнего Новгорода 1852—1853 годов. К тому времени усадьба принадлежала дочери князя А. Г. Грузинского — графине Анне Георгиевне Толстой, к которой она перешла по наследству в 1852 году.
Первый историк Нижнего Новгорода Н. И. Храмцовский в 1859 году описывал усадьбу Толстой: «…Дом графини стоит на пригорке, несколько отдалясь от улицы; он в один этаж, но размеры его для деревянного здания, можно сказать, огромны. Один взгляд на него дает понятие, что это было некогда жилище вельможи времен Екатерины. Главный фасад дома украшен террасою, перед которой растет ряд берез.
Сад графини Толстой, с тенистыми липовыми и березовыми аллеями и множеством фруктовых деревьев, отделяется от дома Грузинским переулком и занимает в окружности более версты. В тридцатых годах он был местом гулянья нижегородской публики; в нём была кондитерская; в воксале его, впоследствии сгоревшем, в праздники по вечерам играла музыка и танцевало образованное сословие Нижнего Новгорода…».
Дом, описанный историком, являлся главным в городской усадьбе Грузинского — Толстой. Согласно архивным чертежам, он находился с юга от дома-флигеля и также не выходил на красную линию улицы. Позже этот дом вместе с более обширной южной частью усадьбы (включавшей сад, отделённый переулком) перешёл во владение А. П. Бугрова — второго представителя богатейшей династии нижегородских предпринимателей.
Северная меньшая часть усадьбы, расположенная ближе к Дворянской улице (Октябрьской) примерно в тот же период перешла в руки царскосельского купца Евграфа Александровича Стогова. Бывший флигель стал главным домом новой городской усадьбы. В апреле 1874 года, при проведении сплошной переоценки недвижимого имущества, городская усадьба Е. А. Стогова включала деревянный дом с мезонином, на каменном фундаменте, деревянные флигели и службы. Дом был обшит, имел деревянный накладной декор строгого «академического» характера.
17 августа 1883 года домовладение перешло к статскому советнику Андрею Петровичу Михайлову, почётному мировому судье и члену Нижегородской губернской земской управы. В 1901 году новым владельцем усадьбы стал потомственный почётный гражданин Александр Иванович Фролов. В 1903 году он заказал проект перестройки дома архитектору Н. Д. Григорьеву. В результате дом получил эклектичный штукатурный декор и стал выглядеть как каменный. С северной стороны было пристроено каменное крыльцо, увеличен мезонин, перестроены служебные постройки (каретник, конюшня, амбар и др.)
После революции домовладение А. И. Фролова было муниципализировано, в доме было устроено 16 квартир с коммунальными кухнями и туалетом во дворе. В годы Великой Отечественной войны подвал использовался под бомбоубежище. В конце 1950-х годов рядом, на месте яблоневого сада, было построено пятиэтажное здание. К 1990 году в доме осталось всего 6 квартир. Все они были приватизированы и в 1994 году их владельцы создали товарищество собственников жилья.